# Nashorn
Nashorn, còn được biết đến dưới tên gọi Hornisse, là một loại pháo tự hành diệt tăng trong thế chiến II của Đức Quốc xã. Nó được thiết kế vào năm 1942. Bỏ qua một số nhược điểm nhỏ như giáp tháp pháo quá mỏng và chỗ trống bên trong quá ít thì Nashorn là một loại pháo tự hành khá tốt.

## Phát triển

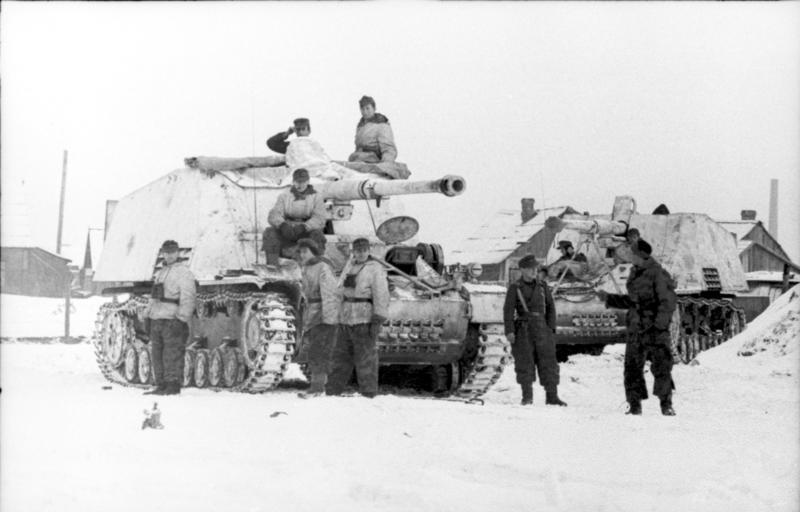
Nashorn ở mặt trận phía Đông, 1944

Từ khi hai mẫu tăng mới của Liên Xô là T-34 và KV ra đời thì số thiết giáp của Đức Quốc xã trở nên lạc hậu và không có khả năng làm chủ chiến trường (chiến dịch Barbarossa chính là trận điển hình). Dự án tăng tự hành hạng nặng được OKH phê chuẩn và giao cho Alkett việc thiết kế-sản xuất. Vào tháng 2 năm 1942, Alkett bắt đầu thiết kế Nashorn. 
Theo bản thiết kế thì Nashorn được lắp khung tăng Panzer III và Panzer-IV; được trang bị pháo PaK 43/1 L/71 (phiên bản pháo tăng này tăng cho giáp trước khoảng 10mm nữa), nòng súng có thể nâng lên khoảng 15 độ và quay được sang cả hai bên. Bộ động cơ của Nashorn khá bền, bộ tản nhiệt bằng nước giúp Nashorn di chuyển nhanh và linh động hơn. Phần thân khá dài và rộng nhưng chỗ trống bên trong lại rất hẹp, do buồng pháo chiếm nhiều diện tích. 
Để giữ cho xe đủ nhẹ với khung thân Panzer IV, vỏ giáp của xe được thiết kế khá hạn chế, chỉ đủ để bảo vệ tổ lái khỏi mảnh đạn pháo và vũ khí cỡ nhỏ chứ không thể chống được đạn xuyên giáp.
Xe có nhược điểm là phần nóc để trần, khiến tổ lái dễ bị thương vong bởi mảnh đạn nổ từ trên cao. Nếu bộ binh đối phương áp sát thì xe cũng dễ bị tiêu diệt chỉ bằng lựu đạn, chai xăng ném vào nóc. Trong tình huống này, kíp lái chỉ có thể tự bảo vệ bằng cách chạy ra đánh trả bằng súng cá nhân và lựu đạn.
Mẫu Nashorn đầu tiên và bản thiết kế được gửi đến để ra mắt Hitler vào tháng 10 năm 1942. Ông ta ngay lập tức đồng ý và cho sản xuất vào đầu năm 1943.
Trong nửa đầu năm 1943, một biến thể mới của Nashorn được ra đời. Mẫu biến thể này tăng giáp trước, có thêm súng phụ ở tháp pháo và tăng thêm chỗ trống bên trong. Sự khác biệt giữa mẫu biến thể này và Nashorn là tương đối nhiều. Về sau, hai mẫu được nghiên cứu và hợp lại sản xuất ra một mẫu Nashorn mới vào năm 1944.
Có tổng cộng 494 chiếc Nashorn được xuất xưởng (2/3 trong số đó được sản xuất vào năm 1943). Nhưng đến năm 1944, Nashorn dần dần được thay thế bởi Jagdpanther và Jagdtiger. Việc sản xuất Nashorn vẫn tiếp tục đến năm 1945, nhưng với số lượng ít.
Hiện giờ chỉ còn lại hai chiếc Nashorn được trưng bày tại hai bảo tàng:
- Bảo tàng quân sự Mỹ
- Bảo tàng thiết giáp Kubinka

## Lịch sử hoạt động

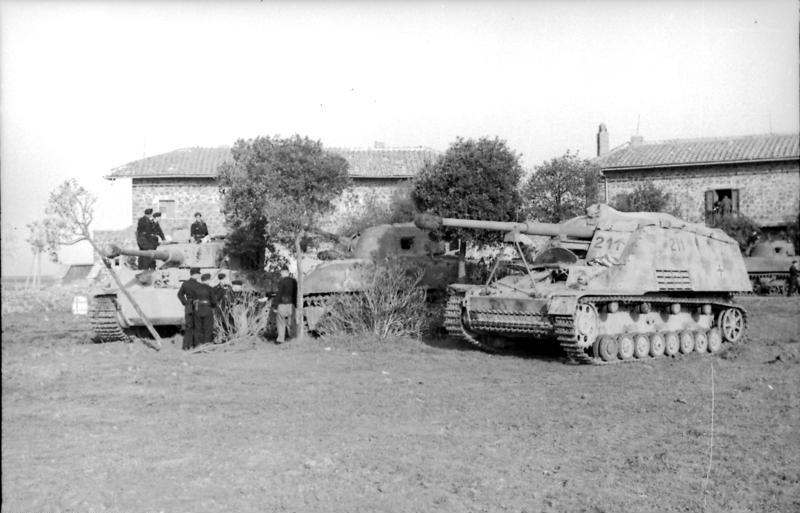
Nashorn tại Ý, 4-5/1944

Toàn bộ số Nashorn được phân vào các sư đoàn thiết giáp hạng nặng (schwere Panzerjäger-Abteilungen) gồm 6 tiểu đoàn 560-655-525-93-519-88. Mỗi tiểu đoàn có khoảng 45 chiếc Nashorn.
Ưu điểm tốt nhất của Nashorn là khẩu pháo của nó. Pháo 88mm L/71 khi bắn loại đạn xuyên thép PzGr.40/43 ở góc nghiêng 30 độ tại cự ly 1000 mét có thể xuyên thủng 190mm giáp thép cuộn. Chính ưu điểm này giúp Nashorn có thể bắn từ cự ly mà phần lớn các đối thủ chưa thể bắn trả được nó.
Tại những vùng thảo nguyên rộng mở và bằng phẳng của Liên Xô, khả năng bắn chính xác ở khoảng cách xa đã khắc phục những nhược điểm của Nashorn là lớp giáp mỏng, thiếu mái che và hình dáng lớn. Tuy nhiên, khi ở Ý, địa hình nhiều đồi núi đã gây bất lợi cho việc khai thác khả năng bắn chính xác tầm xa như ở Nga.
Trận Kursk là trận đánh mà số Nashorn được triển khai nhiều nhất và nó đã biểu diễn rất tốt. Tính năng tấn công kẻ thù từ tầm xa của Nash đã làm cho thiết giáp của Liên Xô gặp rất nhiều khó khăn. Giống như Tiger-I và Tiger II, Nashorn có thể xuyên thủng giáp trước của tất cả các loại xe thiết giáp Đồng Minh thời bấy giờ. Nashorn là một trong số ít những loại pháo tự hành của Đức Quốc xã có thể bắn xuyên được giáp trước của xe tăng hạng nặng như M26 Pershing của Mỹ hoặc IS-2 của Liên Xô. Ngoài ra, Nashorn còn tiêu diệt một số lượng tương đối lớn xe tăng M4 Sherman trong trận Normandy.
Nashorn tham gia trận chiến cuối cùng tại Berlin.

## Bọc giáp

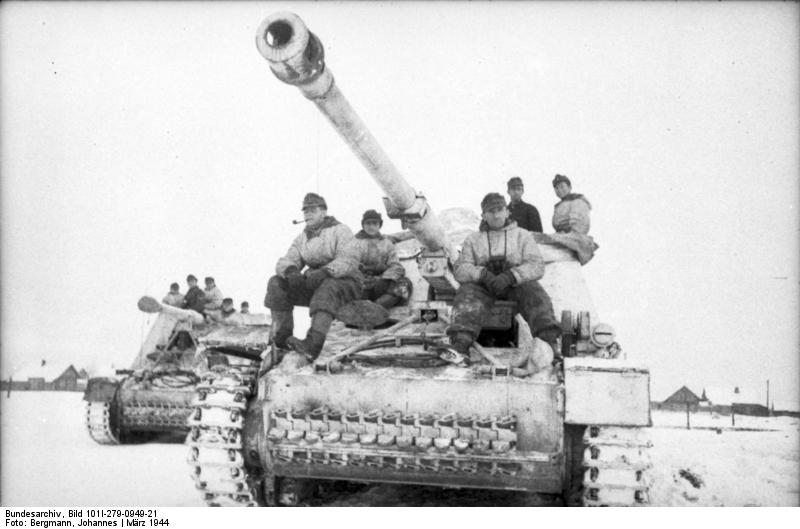
Pháo tăng PaK 43/1 của Nashorn (ảnh chụp gần)

|                               | Độ dày/Độ nghiêng           |                     |                     |                 |
|                               | Phía trước                  | Sườn                | Phía sau            | Phần đỉnh       |
| Tháp pháo/Khiên trước         | 10–15 mm (0,39–0,59 in)/30° |                     |                     | mở              |
| Chỗ gắn (tháp pháo–thân tăng) | 15 mm (0,59 in)/70°         | 10 mm (0,39 in)/15° | 10 mm (0,39 in)/10° | 10 mm (0,39 in) |
| Thân                          | 30 mm (1,2 in)/12°          | 20 mm (0,79 in)/0°  | 20 mm (0,79 in)/21° | 15 mm (0,59 in) |

## Thông số kĩ thuật chi tiết
- Hãng sản xuất: Deutsche-Eisenwerke AG, Teplitz-Schönau
- Kíp lái: 4 hoặc 5

Trọng lượng: 24 tấn 
- Kích thước chung:
  - Chiều dài (cả súng): 8.44 m
  - Chiều dài (không kể súng): 7.26 m
  - Chiều rộng: 2.95 m
  - Chiều cao: 2.65 m
  - Khoảng trống (tính từ gầm tăng đến mặt đất): 0.4 m
- Tốc độ (trên đường binh thường): 42 km/h
- Tầm hoạt động: 235 km
- Xích tăng: 61-400-120 kg
  - Loại: trục đơn
  - Rộng: 400 mm
  - Chiều dài: 3.80 m
  - Số mắt xích: 104
  - Áp suất tác dụng lên mặt đất: 0.85 kg/cm²
- Hệ thống treo: thanh xoắn
- Hệ thống giảm xóc: không có
- Độ cao của chướng ngại vật có thể vượt: 0.6 m
- Độ sâu hào có thể vượt qua: 2.3 m
- Độ sâu nước có thể lội qua: 0.8 m
- Động cơ: Maybach HL 120 TRM Ausf. A
  - Loại: V-12 60
  - Mã lực: 3000 rpm
  - Nhiên liệu: xăng
  - Lượng xăng tiêu thụ (trên loại đường bình thường): 2 lít/km
  - Dung tích xăng: 470 l (hai bể chứa)
- Bộ truyền lực: ZF (Zahnradfabrik Friedrichshafen AG) SSG 77 Aphon
  - Loại: synchromesh manual
  - Bánh răng: 6/1
- Thiết bị lái: Daimler-Benz/Wilson...
- Vũ khí
  - Súng chính: 88 mm Pak 43/1
  - Loại: pháo chống tăng
  - Cỡ nòng: 88 mm
  - Thùng chứa đạn: 71 viên đạn chày
  - Cơ chế khoá nòng: tự động
  - Góc quay: +/-15°
  - Góc nâng: +20/-5°
  - Lượng đạn chứa được: 24 đến 40 viên
  - Súng phụ: súng máy 7.92 x 57 mm MG-34 hoặc MG-42-được đặt bên trong tăng(600 viên)
- Điện đàm: FuG Spr. f